# Jos Hessel
Joseph Hessel, známý jako Jos Hessel (10. července 1859, Brusel – 26. května 1942, Paříž) byl obchodník s uměním, sběratel a francouzský umělecký historik.

## Životopis
Jos Hessel, narozený v Bruselu byl bratranec Josse a Gastona Bernheima, jejichž galerii Galerii Bernheim-Jeune vedl, otevřel v roce 1915 obchod s uměním na adrese 26. rue La Boétie v Paříži. Vystavoval obrazy mnoha umělců nejrůznějších žánrů. Nekupoval obrazy přímo od jednotlivých malířů ale na veřejných aukcích. Jako soudní znalec byl v roce 1920 požádán o konzultaci v případu prodejů moderních obrazů Alphonse Belliera, dražitele v hotelu Drouot..
Od roku 1907 do roku 1941 úzce spolupracoval s Paulem Rosenbergem, s jehož galerií od roku 1918 spolupracoval při propagaci díla Pabla Picassa.
Jeho manželka Lucy byla po mnoho let oblíbenou modelkou, ale také milenkou jeho přítele malíře Édouarda Vuillarda. Hessel byl výhradním prodejcem prací tohoto malíře. V roce 1912 získal některé obrazy Paula Cézanna, které namaloval v Jas de Bouffan.
Hessel byl editorem časopisu Le Temps, miloval divadlo, přátelil se s Tristanem Bernardem, s nímž trávil léto v Pouliguenu v Loire-Atlantique. Byl srdečný, přátelský a umělci ho milovali.
V roce 1926 získal se svou manželkou zámek v Clayes, kam zvali své přátele jako byl Édouard Vuillard či spisovatel Tristan Bernard nebo politik Léon Blum V roce 1933 byl jmenován důstojníkem Řádu čestné legie.
Od roku 1935 do roku 1938 vedl Jos Hessel další pařížský obchod ve svém domě, na 33, rue de Naples. V květnu 1941 byla Galerie Rosenberg uzavřena vichistickou vládou podporující německý "Propagandastaffel" a galerie byla přeměněna na "Ústav pro studium židovských otázek".

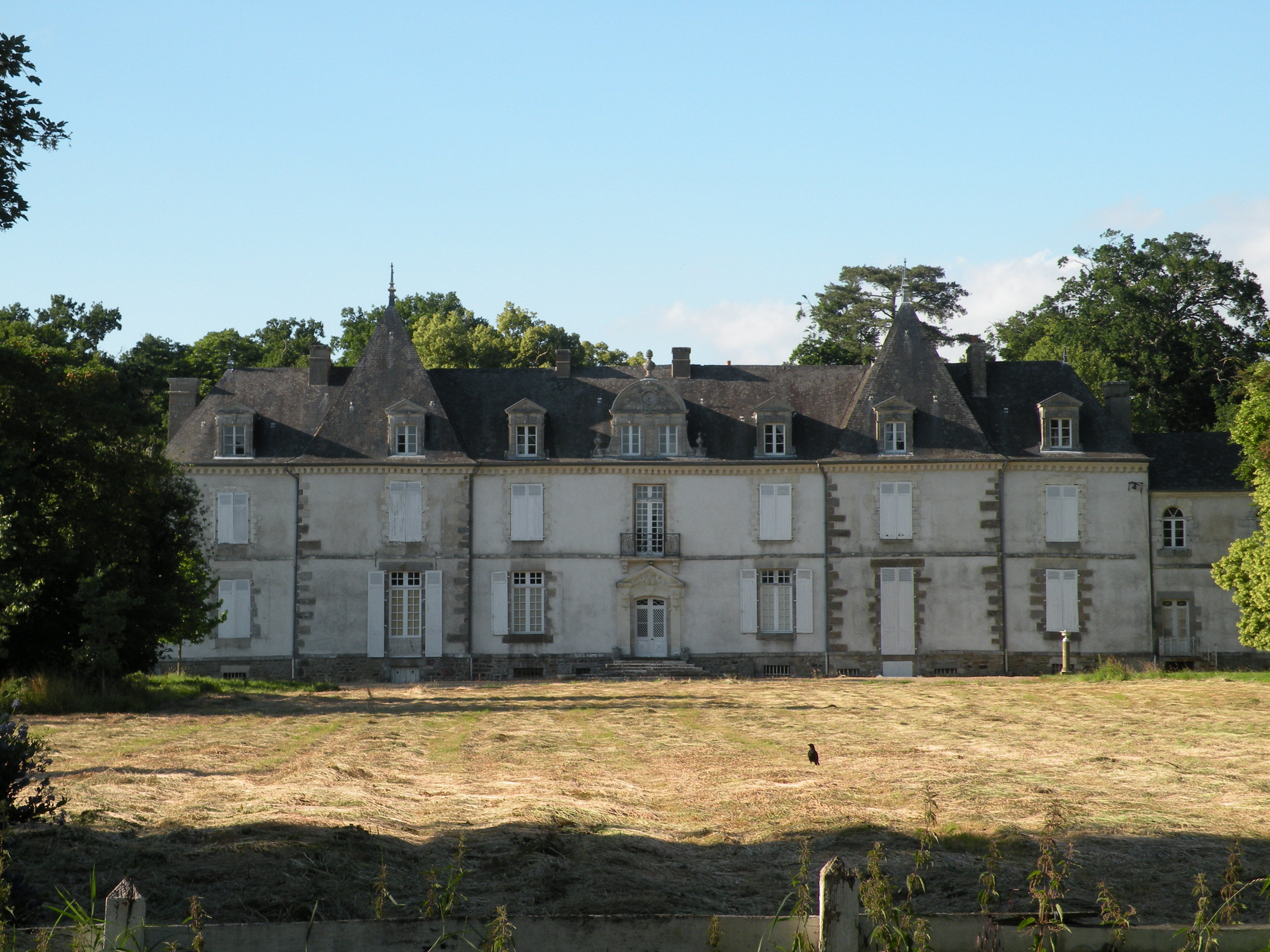
Zámek Clayes-Palys ve francouzském departementu Ille-et-Vilaine v Bretani

## Jos Hessel očima malířů
- Henri Farge, Jos Hessel à la table d'expert (Jos Hessel u stolu odborníků), neznámé místo.[13]
- Édouard Vuillard, Jos et Lucy Hessel dans le petit salon de la rue de Rivoli(Jos a Lucy Hesselovi v malém obývacím pokoji na rue de Rivoli (1900–1905), New York, Metropolitní muzeum umění.[14]
- Édouard Vuillard, Portrait de Lucy Hessel au chapeau de mousquetaire (Portrét Lucy Hessel v mušketýrském klobouku (1907).[15]
- Édouard Vuillard, Jos Hessel (1905), soukromá sbírka.[16]